# Raphaël Caucheteux
Raphaël Caucheteux (* 9. Mai 1985 in Montpellier) ist ein ehemaliger französischer Handballspieler. Der 2,02 m große Linksaußen spielte von 2007 bis 2025 für den französischen Erstligisten Saint-Raphaël Var Handball und ist Rekordtorschütze der ersten französischen Liga.

## Karriere

### Verein
Raphaël Caucheteux lernte das Handballspielen in seiner Heimatstadt bei Montpellier Handball. Ab 2004 kam er zu ersten Einsätzen in der Division 1 (heute Starligue). Mit Montpellier gewann er 2005 und 2006 die französische Meisterschaft. Ab Januar 2007 stand der Außenspieler bei Saint-Raphaël Var Handball unter Vertrag. 2016 wurde er mit Saint-Raphaël Meisterschaftszweiter, 2010, 2012 und 2014 erreichte die Mannschaft das Finale in der Coupe de la ligue. International unterlag er mit dem Team im EHF-Pokal 2016/17 im Halbfinale gegen die Füchse Berlin. Im EHF-Pokal 2017/18 unterlag man im Finale erneut gegen Berlin. Mit 82 bzw. 81 Toren wurde Caucheteux zweitbester Schütze dieser Wettbewerbe jeweils hinter Berlins Hans Lindberg.
In der Starligue wurde er 2017/18, 2018/19 und 2019/20 Torschützenkönig. Mit 2642 Toren in 502 Spielen ist Caucheteux Rekordtorschütze der Liga.

### Nationalmannschaft
Mit der französischen Auswahl gewann Caucheteux bei den Mittelmeerspielen 2009 die Silbermedaille.
In der französischen A-Nationalmannschaft debütierte Caucheteux offiziell erst mit 32 Jahren beim 32:27 gegen Norwegen am 4. Januar 2018 in Rouen. Bei der anschließenden Europameisterschaft 2018 warf er 13 Tore in acht Spielen und gewann mit Frankreich die Bronzemedaille. Insgesamt bestritt er 20 Länderspiele, in denen er 68 Tore erzielte.